# La Chasse au lion (Gérôme)
Pour les articles homonymes, voir La Chasse au lion.
La Chasse au lion est une huile sur toile du peintre Jean-Léon Gérôme réalisée vers 1900. Elle fait partie de la collection du musée Jean-Léon Gérôme de Vesoul.
De format horizontal, le tableau présente un groupe d'hommes, vétus d'habits orientaux, armés et en train d'abattre un lion,. Des reliefs montagneux sont visibles sur le tableau.
Le tableau est probablement une étude préparatoire d'un tableau plus élaboré, bien que le tableau présente des dimensions élevées pour n'être qu'une simple esquisse (67 × 94 cm).
La représentation du lion dans les tableaux de Gérôme est fréquente (Nominor Leo, Le Lion aux aguets, Les Deux Majestés, La République etc.).

## Photographie de l'esquisse

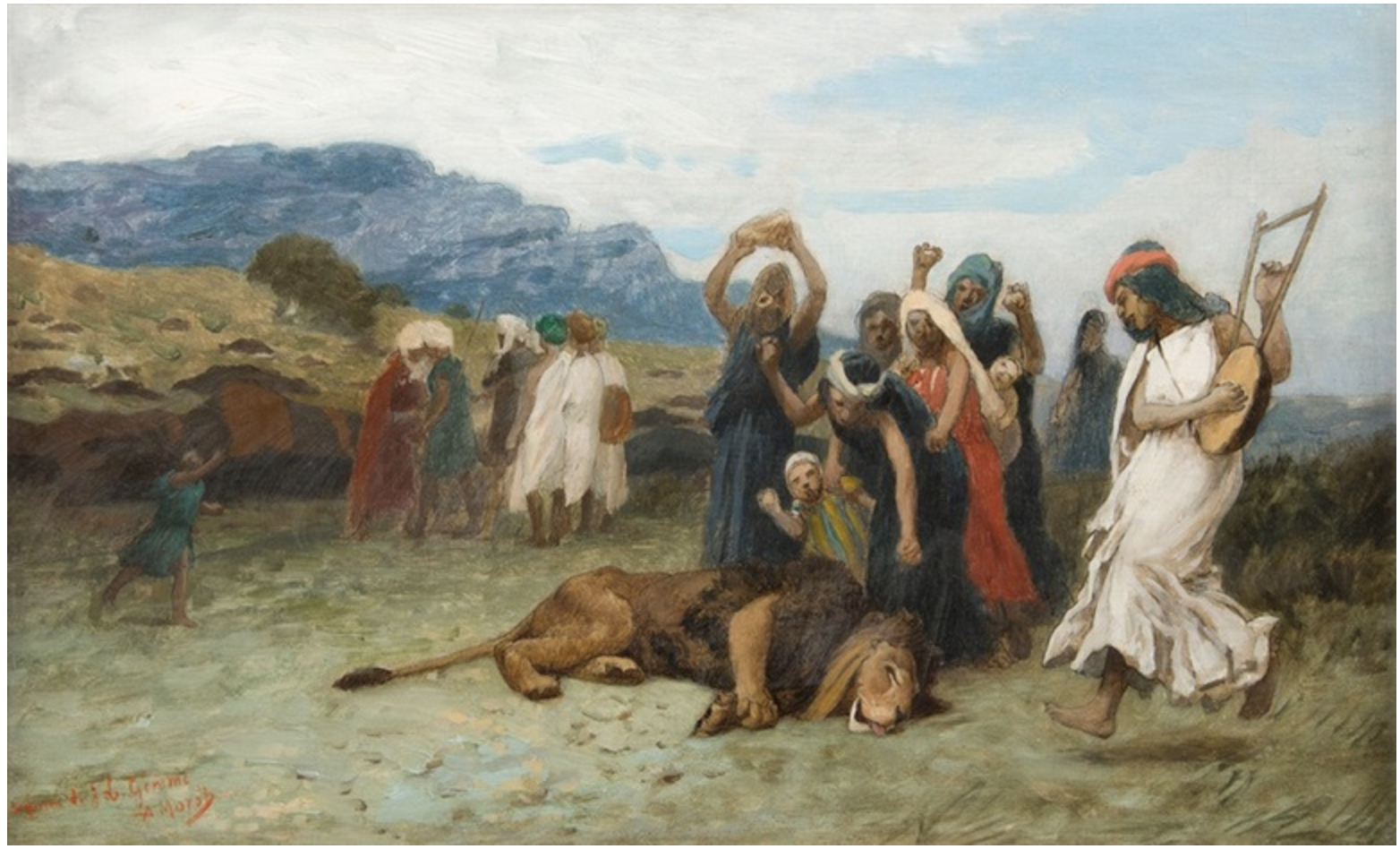
Esquisse de La Chasse au lion.